# Katastrofa autobusu w Passamayo
Katastrofa autobusu miała miejsce 2 stycznia 2018, w Pasamayo w Peru. W katastrofie zginęło 51 osób, a 5 zostało rannych.
Autobus w chwili zdarzenia przewoził 57 osób z Huacho do Limy. Do zdarzenia doszło na tzw. diabelskim zakręcie na jednej z najniebezpieczniejszych dróg w Peru. Autobus zderzył się z ciężarówką i zjechał z klifu (79 m), zatrzymując się na wąskim, kamienistym wybrzeżu Pacyfiku.
W konsekwencji tego wypadku zakazano ruchu autobusów na tej drodze.